# El Carrer (Santa Pau)
El Carrer és una masia de Santa Pau (Garrotxa) inclosa a l'Inventari del Patrimoni Arquitectònic de Catalunya.

## Descripció
És una senzilla masia, bastida amb carreus ben escairats en les obertures i angles de la casa. Disposa de planta rectangular i coberta inclinada cap a les dues façanes laterals. La planta baixa, amb poques obertures, era destinada a quadres per al bestiar; el primer pis serveix de d'habitació i el segon pis, al que s'hi accedeix mitjançant una escala de fusta, serveix per a guardar el gra. La llinda de la porta principal té la següent inscripció: "P. IHS LL. / 1901".

## Història
Sens dubte, la construcció és més antiga del que consta a la llinda de la porta principal. Actualment hi viuen els masovers de la Plana de Mont. Als Arcs, des dels orígens, hi havia la parròquia de Santa Pau. Després dels terratrèmols la parròquia serà traslladada a nova església que el baró havia fet construir a la vila. L'any 877, la vall en poder dels benedictins de Banyoles apareix esmentada amb el nom: "Cel·lam de Santa Maria".
Va ser transformat en apartaments turístics.